# El Botànic
El Botànic és un barri pertanyent al districte d'Extramurs de la ciutat de València. L'Ajuntament de València identifica el barri amb el codi 3.1. El 2010 tenia 6.727 habitants. Aquest barri pren el seu nom del Jardí Botànic de la Universitat de València, que se situa al nord de l'àrea, fitant amb el jardí del Túria. El barri també donà nom a l'"acord del Botànic, una coalició de govern entre el PSPV-PSOE, la Coalició Compromís i Podem

## Geografia

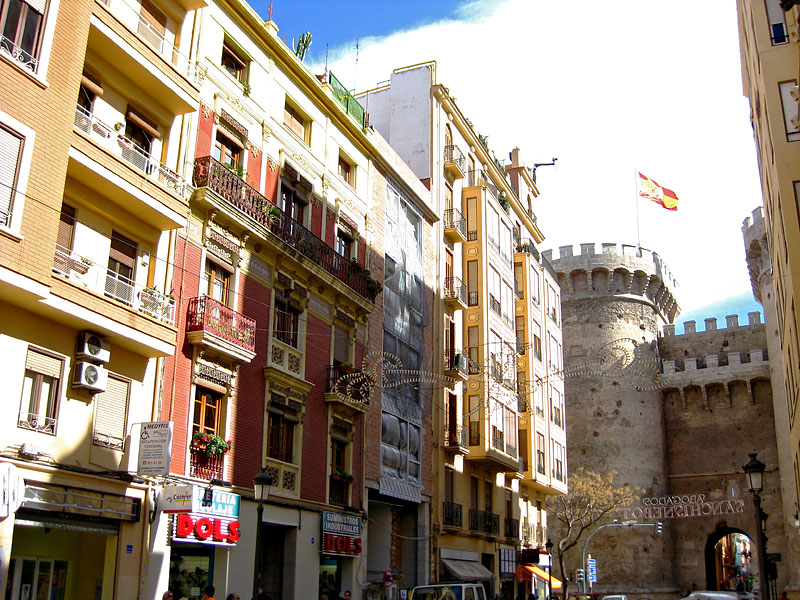
Carrer de Quart al barri del Botànic, mirant cap a Ciutat Vella i les Torres de Quart.

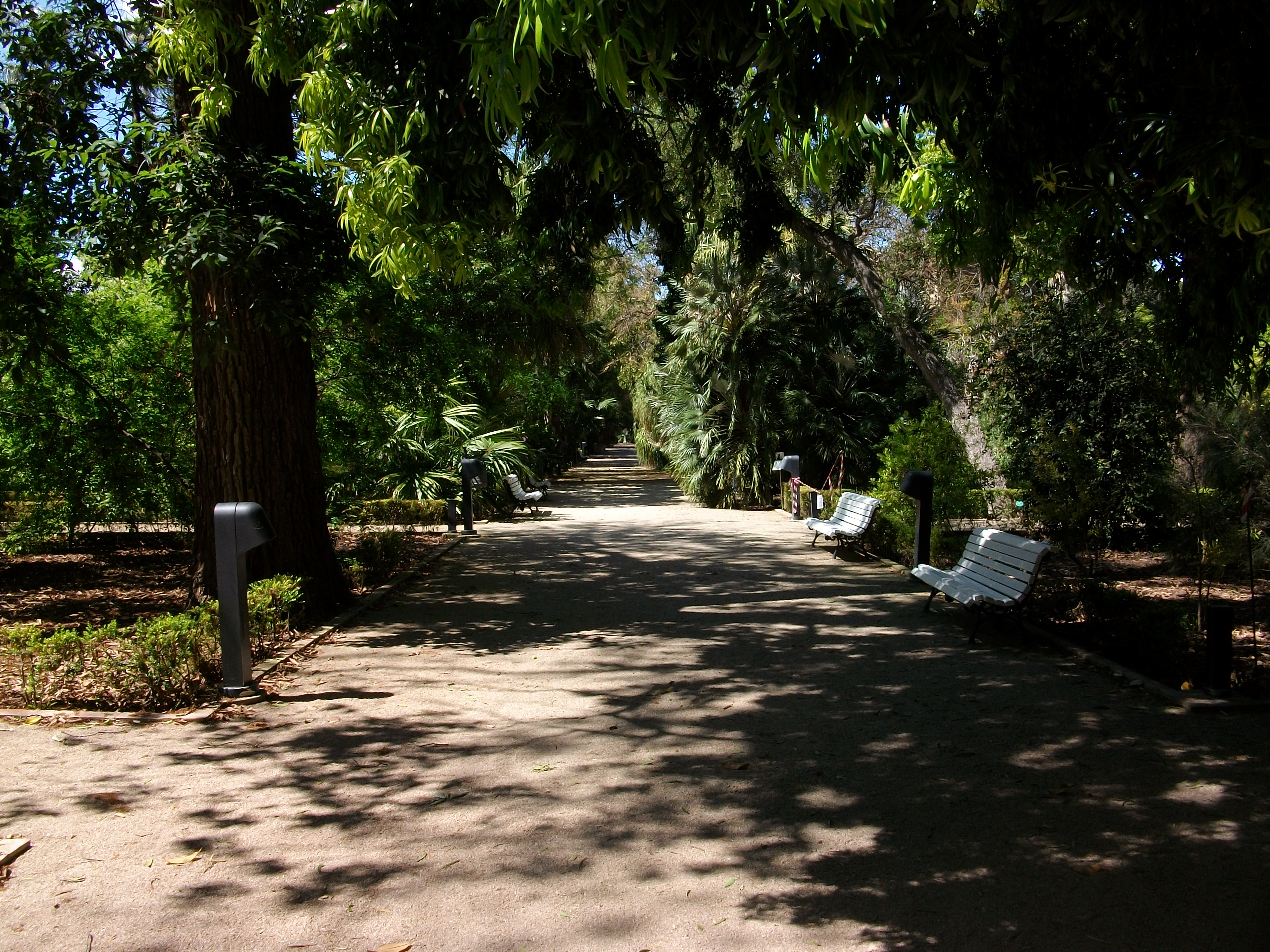
Passeig central del Jardí Botànic.

El barri d'El Botànic està situat entre el carrer de Guillem de Castro a l'est, l'avinguda de Ferran el Catòlic a l'oest, i un petit tram del principi del carrer de Conca al sud. Al nord fita amb el carrer de Menèndez Pidal, incloent un tram del jardí del Túria, dibuixant així un triangle. Forma part del districte d'Extramurs. Limita, doncs, amb els barris de la Roqueta, Arrancapins, la Petxina, Campanar, Les Tendetes, i el districte de la Ciutat Vella (en el sentit del rellotge, arrancant des del sud).

## Història

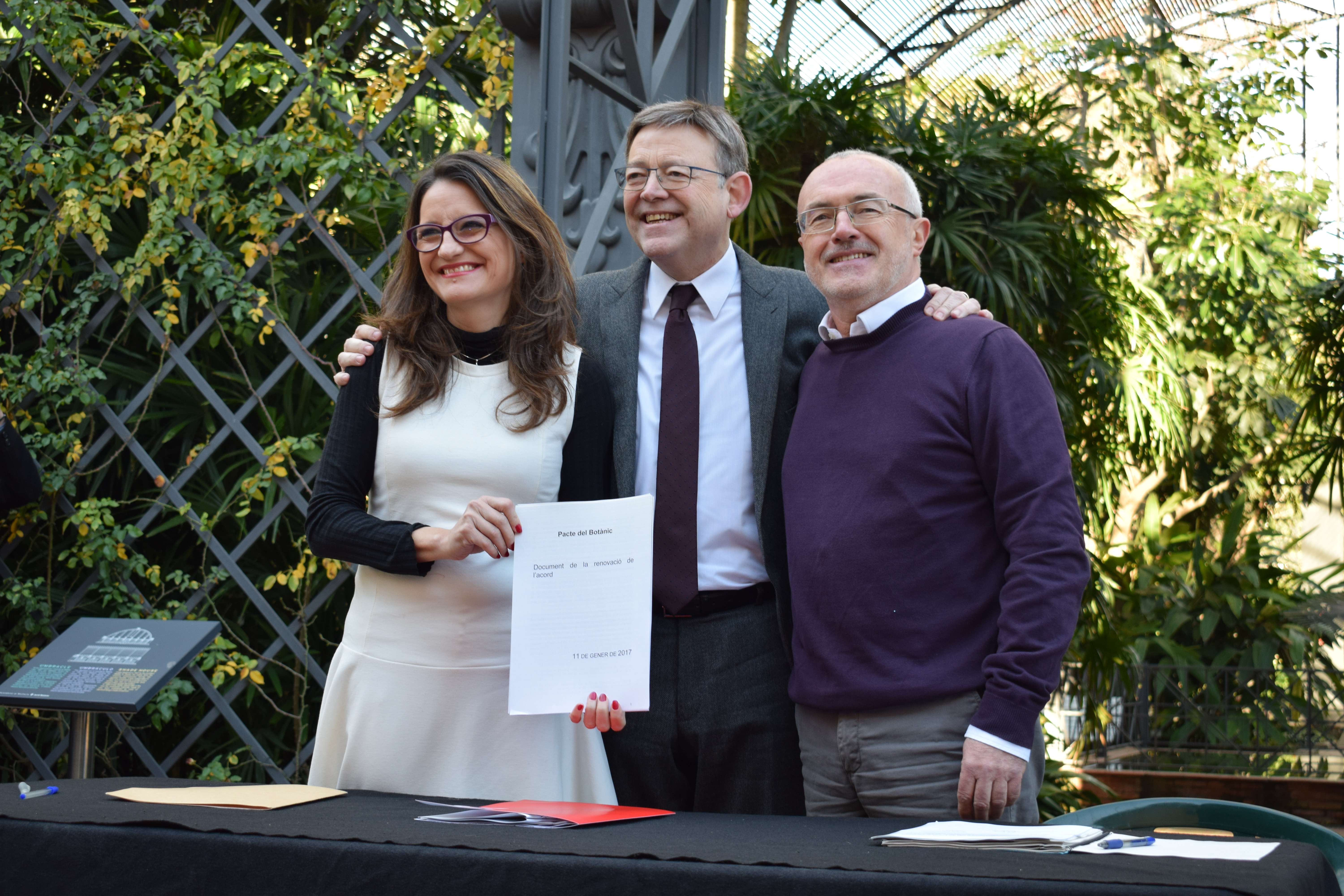
Signataris de l'acord del Botànic

Durant el Franquisme, des de 1940 fins a la creació dels actuals districtes i barris de València, el Botànic va ser el nom d'un dels deu districtes de València (vore antics districtes de València). L'antic districte d'El Botànic comprenia una part o la totalitat dels actuals barris del Botànic, la Petxina, Arrancapins, Patraix, Nou Moles i Soternes.
Des del 1995 i fins al 27 d'abril del 2017 (22 anys), hi va haver una plataforma ciutadana d'activisme per salvar el paisatge urbà i vegetal del barri d'uns plans de construir 3 torres de 21 plantes i enderrocar edificis tradicionals. Aquesta plataforma, que es va dissoldre el 2017 en consider assolit el seu fi i obtinguts els resultats desitjats, s'anomenava "Salvem el Botànic", i va ser un dels moviments ciutadans més famosos de la ciutat de València. Ara passa la torxa a moviments com ara "Salvem l'Horta d'Alboraia" (ja present des de fa anys), i associacions com ara "Per l'Horta" i afins.
El Botànic va ser l'escenari de la signatura d'un pacte de govern d'esquerres anomenat "Botànic", firmat l'11 de juny del 2015 entre els Socialistes, representat per Ximo Puig com a president del País Valencià, Iniciativa del Poble Valencià i la coalició Compromís, representats per Mònica Oltra com a vicepresidenta del País Valencià, i Podem-País Valencià, representat per Antonio Montiel Márquez (el 2015). Aquest pacte es va renovar el juny del 2019, passant a anomenar-se "Botànic II". És per això que a vegades s'utilitza aquests termes per referir-se en general al govern de la Generalitat en aquest període.

## Demografia
| Població | 10.778 | 8.003 | 6.897 | 6.150 | 6.727 | 6.619 | - |

## Transport

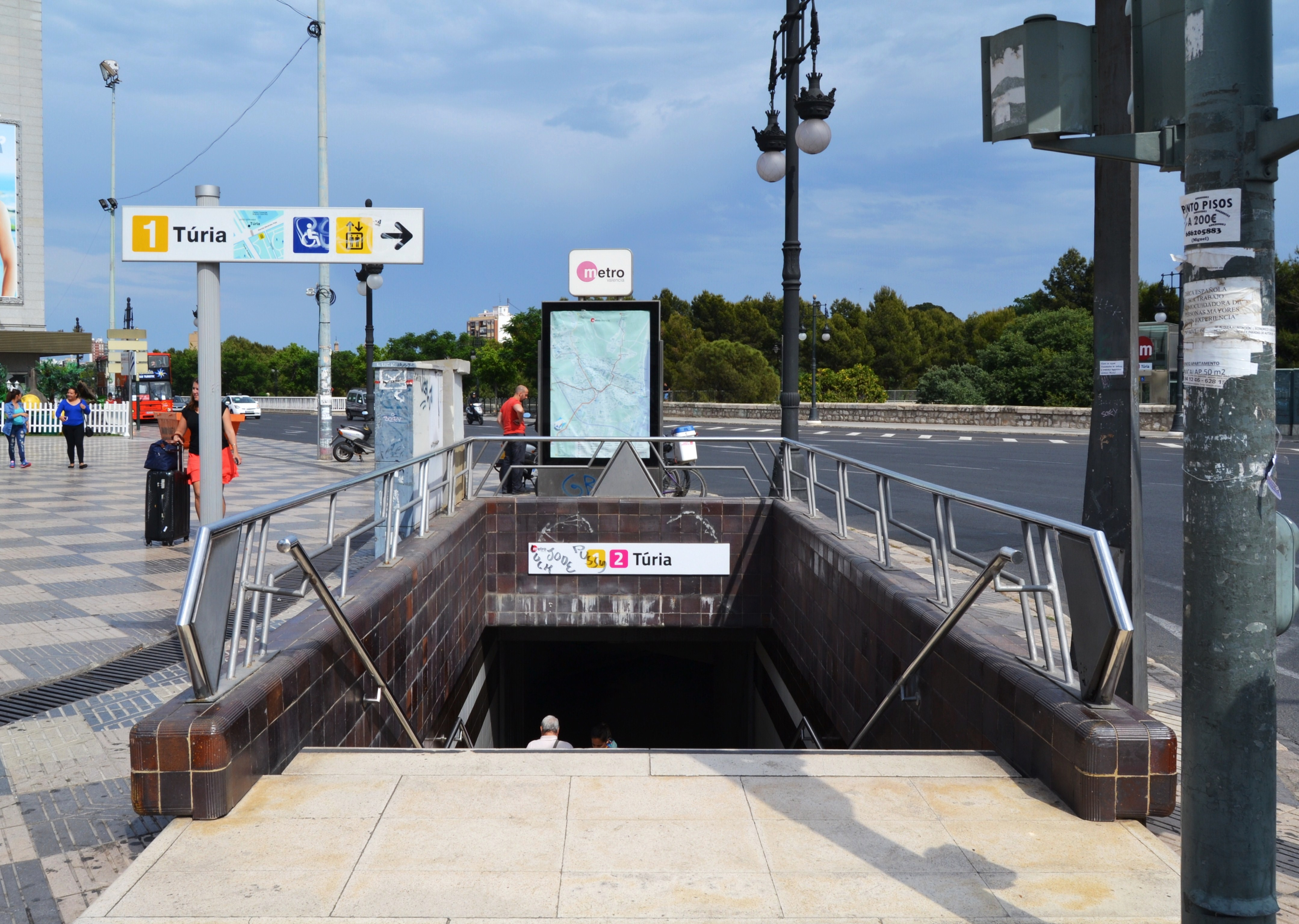
Accés a l'estació de Túria al barri de Campanar

- Ferrocarrils de la Generalitat Valenciana (FGV)
  - Àngel Guimerà - Túria
- Empresa Municipal de Transports de València (EMT)
  - Línia 60 - Línia 62 - Línia 64 - Línia 70 - Línia 72 - Línia 73 - Línia 80 - Línia 92 - Línia 95 - Línia N3 - Línia N4 - Línia N5